# Helen George
Helen Elizabeth George (Birmingham; 19 de junio de 1984) es una actriz británica, reconocida principalmente por interpretar el papel de Trixie Franklin en la serie de televisión de la BBC Call the Midwife. En 2015 participó en el popular programa de concurso Strictly Come Dancing junto con Aljaž Skorjanec, finalizando en la sexta posición.

## Primeros años
Nació en Harborne, Birmingham. Es hija de un profesor de ciencias políticas, Neil Thomas, y de la trabajadora social, Margareth Thomas. Tiene una hermana, Elizabeth, una veterinaria.
Creció en Winchester,  Hampshire, y asistió al Henry Beaufort School desde 1995 hasta 2000. Además, practicó ballet y otros deportes.
Decidió que quería trabajar en el teatro musical a los 15 años, tras ver Les Misérables. Se graduó de la Royal Academy of Music y también asistió a la Birmingham School of Acting.

## Carrera
Después de su graduación de la Royal Academy of Music, London, actuó en una producción de The Woman in White. Fue corista de Elton John durante una gira y actuó en Wembley Arena y Royal Albert Hall.
Fue contratada para el papel de Trixie en la serie Call the Midwife, basada en el libro homónimo de la autora Jennifer Worth.
También protagonizó el vídeo musical de la cantante Birdy, "1901".
En agosto de 2015, George fue anunciado que competiría en la tercera temporada de Strictly Come Dancing. Su pareja fue el bailarín Aljaž Škorjanec.
En mayo de 2020 cantó la canción "(There'll Be Bluebirds Over) The White Cliffs of Dover" en el palacio de Buckingham en una emisión de la BBC por el 75° aniversario del día de la Victoria en Europa.

## Vida personal
Desde 2011 a 2015, George estuvo casada con el actor Oliver Boot.
En abril de 2016 comenzó a salir con el actor Jack Ashton. Su hija, Wren Ivy, nació en septiembre de 2017. En junio de 2021 anunció su segundo embarazo. Su hija, Lark, nació en noviembre de 2021. George y Ashton se separaron en 2023.

## Filmografía

### Cine y televisión
| Año          | Título                | Papel           | Notas             |
| ------------ | --------------------- | --------------- | ----------------- |
| 2008         | Hotel Babylon         | Susie           | 1 episodio        |
| 2011         | 7 Lives               | Valerie         |                   |
| 2011         | Doctors               | Andrea Towers   | 1 episodio        |
| 2011         | The Three Musketeers  | Rubia           |                   |
| 2012         | Scar Tissue           | Mel Farrow      |                   |
| 2012–present | Call the Midwife      | Trixie Franklin | Reparto principal |
| 2015         | Strictly Come Dancing | Concursante     |                   |
| 2017         | Red Dwarf             | Aniter          | 1 episodio        |
| 2018         | Nativity Rocks!       | Sra. Shelly     |                   |